# Sisley (entreprise)
Pour les articles homonymes, voir Sisley.
CFEB Sisley, connue comme Sisley Paris, est une entreprise française de cosmétique qui a des compétences reconnues dans le domaine du soin pour le visage, le corps et les cheveux. Les chercheurs des laboratoires Sisley conçoivent des produits à base de principes actifs issus des plantes pour différents types de peau et pour différents usages : hydratation, anti-âge, corps, solaire ou maquillage. S’adressant aux femmes et aux hommes, la marque est connue pour les produits Sisleÿa, l’Emulsion écologique ou encore Hydra-Global. Sisley propose également une gamme de parfums de créateur tels qu’Eau du Soir, Izia et Eau de Campagne.

## Histoire
L'histoire de Sisley s'appuie sur une aventure familiale et plus de quatre-vingts ans d'expérience et de recherche.
Cofondateur d'Orlane, à l’époque l’une des principales entreprises du secteur cosmétique, Hubert d'Ornano décide en 1976 de reprendre une petite entreprise créée en 1972 par le parfumeur Jean-François Laporte et Roland de Saint-Vincent, l'un de ses proches collaborateurs, et nommée Sisley, en référence au peintre impressionniste.
Hubert d'Ornano réorganise l’entreprise et spécialise la recherche de Sisley dans la phyto-cosmétologie, aidé de son épouse Isabelle. Il s’appuie sur les recherches du chimiste Egmont Desperrois et assure un positionnement haut de gamme, avec le lancement d'une première ligne de soin.
L'utilisation cosmétique d'huiles essentielles et de principes actifs extraits des plantes dans les produits de beauté est à l’époque une idée novatrice : « Il ne s’agit pas du tout de suivre une quelconque mode des plantes, mais d’identifier et d’utiliser les actifs les plus prometteurs. Les plantes sont récoltées au moment de l’année où leurs qualités sont au zénith, extraites selon la méthode la plus propice à leur efficacité. Nous ne recherchons ni l’artifice, ni l’exotisme à tout prix, mais la meilleure synergie et le meilleur dosage, pour le meilleur résultat possible »[source insuffisante]. Cette approche devient le mot d’ordre de la marque : utiliser les progrès de la science pour isoler des principes actifs performants issus de la chimie des plantes. Ce savoir-faire prend sa source dans les technologies d’extraction, mais aussi dans la science de la formulation et des synergies, ainsi que dans la compréhension de la peau et de ses mécanismes.
Les laboratoires de Sisley développent une ligne de soin complète comprenant des soins du visage, des soins solaires, des soins du corps, ainsi qu’une gamme de maquillage et de parfums. En matière de maquillage, la marque se positionne sur le créneau du maquillage traitant. La gamme de Sisley inclut huit parfums féminins. Le plus connu est Eau du Soir, les autres sont Soir de Lune, Soir d'Orient, Izia, Eau Tropicale, et le trio Eau de Sisley ainsi que la dernière création, Izia. La marque propose aussi un parfum mixte, Eau de Campagne, ainsi qu'un parfum pour homme, Eau d'Ikar.
En 2018, une nouvelle marque dédiée au soin et à la beauté des cheveux est lancée : Hair Rituel by Sisley.
Philippe d’Ornano dirige aujourd'hui l’entreprise.
Depuis 2007, des actions philanthropiques ont été développées à travers la Fondation Sisley-d’Ornano.

## Activités
Sisley est une ETI présente dans plus de 95 pays qui contrôle sa distribution par une trentaine de filiales. En 2019, le groupe emploie près de 4 500 personnes de plus de 100 nationalités différentes dans le monde. Le cœur de métier est le soin haut-de-gamme pour visage et corps, ainsi que les produits solaires.
Les produits Sisley sont essentiellement distribués dans le circuit de la parfumerie sélective, en grands magasins, pharmacies, spas et instituts de beauté. Depuis quelques années, a également ouvert des points de vente en propre à travers le monde. En 2019, on dénombre une vingtaine de boutiques et Maisons Sisley.
Le siège de Sisley est à Paris. L’entreprise conçoit et fabrique ses produits en France. Elle possède deux sites HQE, à Paris et dans le Val d’Oise. Le centre de recherches du Val d’Oise est équipé de l’un des plus grands toits photovoltaïques de la région parisienne, pour une surface de 36 000 mètres carrés[réf. incomplète].

## Produits
- Émulsion écologique
- Crème Réparatrice au beurre de karité
- Eau du Soir
- Super Crème Solaire Visage
- Sisleÿa Global anti-âge, vendu à 2 millions d'exemplaires depuis son lancement[9]. Devenue Sisleya Intégrale Anti-Age en 2015
- Phyto-teint Éclat, fond de teint
- Sisleÿa Réducteur Rides quotidien
- All Day All Year
- Sunleÿa, soins solaires et après-solaires anti-âge[2]
- Hydra-Global
- Supremÿa
- Sisleÿum for Men[10]
- Masque Crème, Huile et Baume-en-eau à la Rose Noire
- Izia
- Le Phyto Rouge

Hair Rituel by Sisley, marque composée d’une gamme compacte de 8  produits lavants et traitants organisée autour du Sérum Revitalisant Fortifiant (2e round)
Afin d’équiper les conseillères lors des salons de beauté et dans les magasins, Sisley a lancé au début de 2019 l’outil connecté « Hair Rituel Analyzer » qui permet d’effectuer un diagnostic du cuir chevelu et de la fibre capillaire.